# 馬林 (伊利諾伊州)
馬林（英語：Marine）是位於美國伊利諾伊州麥迪遜縣的一個村落。

## 地理
馬林的座標為38°47′15″N 89°46′41″W / 38.78750°N 89.77806°W，而該地最高點為海拔高度158米（即518英尺）。

## 人口
根據2010年美國人口普查的數據，馬林的面積為1.85平方千米，當中陸地面積為1.80平方千米，而水域面積為0.05平方千米。當地共有人口960人，而人口密度為每平方千米518人。